# Haleine (Orne)
Pour l’article homonyme, voir Haleine.
Haleine est une ancienne commune française, située dans le département de l'Orne en région Normandie, devenue le 1er janvier 2016 une commune déléguée au sein de la commune nouvelle de Rives-d'Andaine.
Elle est peuplée de 241 habitants.

## Géographie
La commune est aux confins du pays d'Andaine dans le pays de Passais, près du Bas-Maine duquel elle est séparée par la Mayenne. Son bourg est à 1,9 km à l'ouest de Couterne, à 6 km au sud de Bagnoles-de-l'Orne, à 6,5 km au nord-ouest de Juvigny-sous-Andaine et à 11 km au nord de Lassay-les-Châteaux. Couvrant 262 hectares, le territoire de Haleine est le moins étendu du canton de Juvigny-sous-Andaine.
La rivière Mayenne marque la limite sud de la commune. Son affluent, la Vée, marque sa limite est.
Le point culminant (170 m) se situe en limite nord, près du lieu-dit Lanfrêne. Le point le plus bas (117 m) correspond à la sortie de la Mayenne du territoire, au sud-ouest.
| La Chapelle-d'Andaine (comm. nouv. de Rives-d'Andaine) | Tessé-Froulay     | Tessé-Froulay                                                |
| Geneslay (comm. nouv. de Rives-d'Andaine)              | Haleine           | Couterne (comm. nouv. de Rives-d'Andaine)                    |
| Thubœuf (Mayenne)                                      | Thubœuf (Mayenne) | Couterne (comm. nouv. de Rives-d'Andaine), Thubœuf (Mayenne) |

### Lieux-dits et écarts
Le Bois Nardoux, la Reinière.

## Toponymie
Le toponyme est attesté sous la forme  Halena en 1150. L'origine n'en est pas clairement établie : il pourrait provenir du germanique hali, « glissant », ou d'un anthroponyme, germanique également, Haglinus.
Le gentilé est Haleinais.

## Histoire
Le 1er janvier 2016, Haleine intègre avec trois autres communes la commune de Rives-d'Andaine créée sous le régime juridique des communes nouvelles instauré par la loi no 2010-1563 du 16 décembre 2010 de réforme des collectivités territoriales. Les communes de La Chapelle-d’Andaine, Couterne, Geneslay et Haleine deviennent des communes déléguées et La Chapelle-d’Andaine est le chef-lieu de la commune nouvelle.

## Politique et administration
| Période                                  | Période       | Identité      | Étiquette | Qualité               |
| ---------------------------------------- | ------------- | ------------- | --------- | --------------------- |
| 1977                                     | mars 2001     | Daniel Aumont |           |                       |
| mars 2001                                | décembre 2015 | Daniel Denis  | SE        | Professeur des écoles |
| Les données manquantes sont à compléter. |               |               |           |                       |

Le conseil municipal était composé de onze membres dont le maire et deux adjoints. Ces conseillers intègrent au complet le conseil municipal de Rives-d'Andaine le 1er janvier 2016 jusqu'en 2020 et Daniel Denis devient maire délégué.

## Démographie
En 2021, la commune comptait 241 habitants. Depuis 2004, les enquêtes de recensement dans les communes de moins de 10 000 habitants ont lieu tous les cinq ans (en 2005, 2010, 2015, etc. pour Haleine) et les chiffres de population municipale légale des autres années sont des estimations.
Haleine a compté jusqu'à 540 habitants en 1836.
| 1793 | 1800 | 1806 | 1821 | 1831 | 1836 | 1841 | 1846 | 1851 |
| ---- | ---- | ---- | ---- | ---- | ---- | ---- | ---- | ---- |
| 369  | 371  | 400  | 342  | 413  | 540  | 513  | 508  | 463  |

| 1856 | 1861 | 1866 | 1872 | 1876 | 1881 | 1886 | 1891 | 1896 |
| ---- | ---- | ---- | ---- | ---- | ---- | ---- | ---- | ---- |
| 441  | 494  | 493  | 482  | 455  | 498  | 458  | 398  | 405  |

| 1901 | 1906 | 1911 | 1921 | 1926 | 1931 | 1936 | 1946 | 1954 |
| ---- | ---- | ---- | ---- | ---- | ---- | ---- | ---- | ---- |
| 389  | 393  | 351  | 308  | 303  | 325  | 308  | 295  | 304  |

| 1962 | 1968 | 1975 | 1982 | 1990 | 1999 | 2005 | 2010 | 2015 |
| ---- | ---- | ---- | ---- | ---- | ---- | ---- | ---- | ---- |
| 268  | 245  | 239  | 239  | 245  | 227  | 250  | 256  | 236  |

| 2018 | - | - | - | - | - | - | - | - |
| ---- | - | - | - | - | - | - | - | - |
| 223  | - | - | - | - | - | - | - | - |

## Lieux et monuments

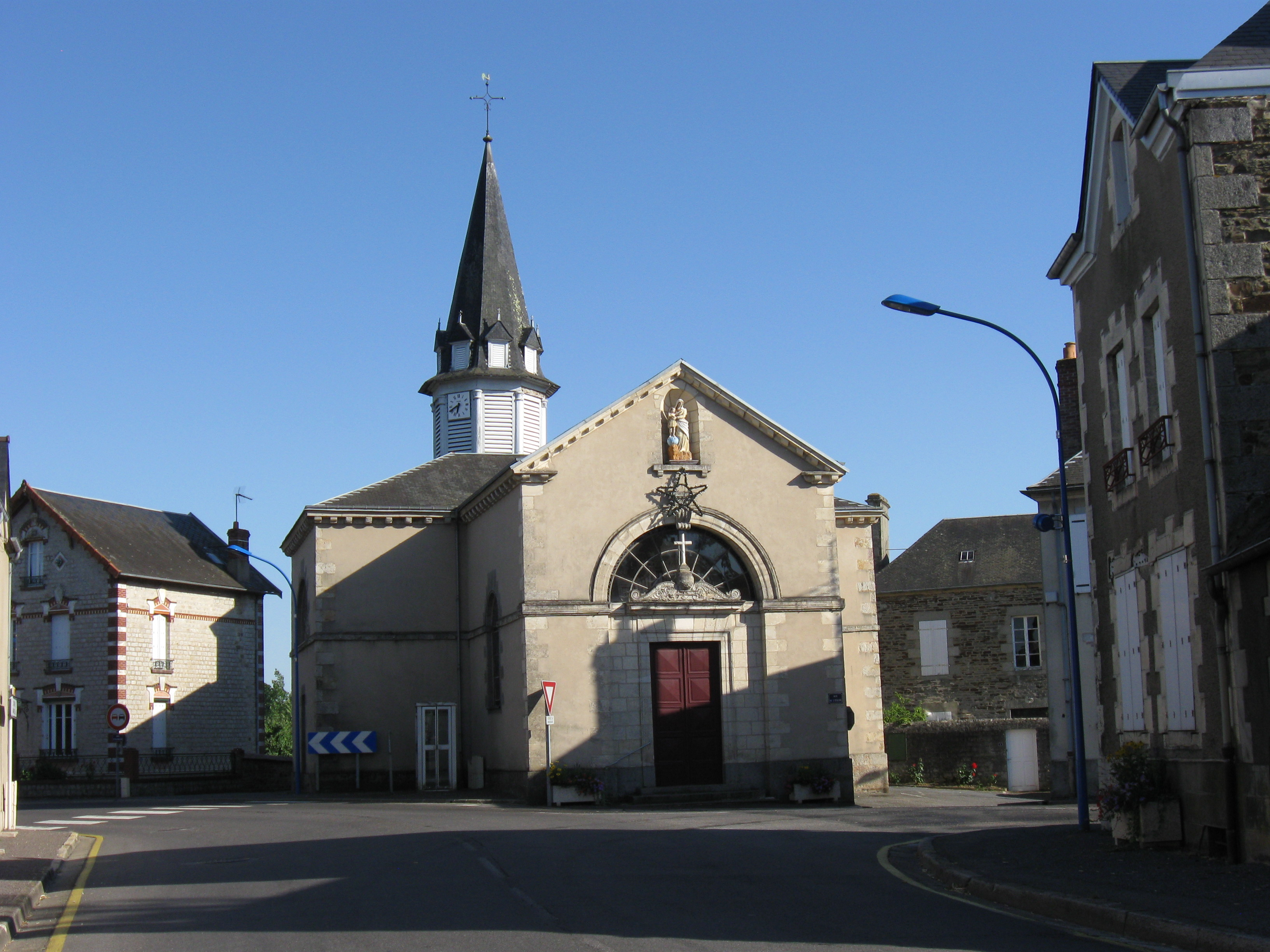
L'église Notre-Dame.

- L'église Notre-Dame abrite deux tableaux : Le Christ et la Samaritaine et La Sainte Famille du XIXe siècle, classés au titre objet aux monuments historiques[12].
- Château de Chantepie des XIVe – XVe siècles, à 800 mètres au sud-ouest du village[13].
- Base de canoë-kayak sur la rivière la Mayenne.